# Trogon à queue noire
Trogon melanurus
Espèce
Statut de conservation UICN

 LC  : Préoccupation mineure
Le Trogon à queue noire (Trogon melanurus) est une espèce d'oiseau de la famille des Trogonidae.

## Répartition
Son aire s'étend de manière disparate : d'une part de l'est du canal de Panama à travers le nord e la Colombie et de l'autre à travers l'Amazonie et le plateau des Guyanes.